# Koparit Kuopio
Le Koparit Kuopio est un club finlandais de football fondé en 1931 et basé à Kuopio. 

## Historique
Le club est fondé en 1931 sous le nom de Koupio PT. Il est renommé en 1982 Koparit Kuopio puis fusionne avec l'Elo Kuopio dix ans plus tard pour former le FC Kuopio. Le club retrouve le nom de Koparit Kuopio en 2001.

## Palmarès
- Championnat de Finlande de football
  - Vice-champion : 1978 et 1981
- Coupe de Finlande de football
  - Finaliste : 1957 et 1978